# 화령
화령(和寧)은 함경남도 영흥의 옛 이름이며 조선 왕조를 수립한 이성계의 출생지이다. 고려 왕조를 멸망시키고 새 왕조를 수립한 이성계가 명나라에게 제시한 두 가지 국명 중 하나이기도 하다.

## 역사
삼국 시대에 고구려의 영토로 남아 있었다. 955년(고려 광종 6년) 요새가 건설되었으며 995년(고려 성종 15년) 화주(和州)로 개칭하였다. 1258년(고려 고종 45년) 원나라에 점령되면서 쌍성총관부가 설치되었다. 1356년(고려 공민왕 4년) 고려가 쌍성총관부를 함락한 이후에 화주목(和州牧)이 설치되었고 1369년 화령부(和寧府)로 개칭하였다.

## 국명 선택
1392년 고려 왕조를 멸망시키고 새 왕조를 수립한 이성계는 새로운 국명을 정하기 위해 예문관 학사 한상질을 명나라로 파견했다.(음력 11월) 이성계는 명나라 황제에게 ‘조선(朝鮮)’과 ‘화령(和寧)’ 가운데 하나를 새로운 국명으로 채택해 줄 것을 요청했다. 1393년 2월 명나라 황제 주원장은 “동이(東夷)의 이름은 오직 조선(朝鮮)이라고 부르는 것이 아름다우며 그것이 오래된 이름이니 이 명칭을 근본으로 삼아라. 하늘의 뜻을 본받아 백성을 다스려 후세에 번영토록 하여라.(東夷之號, 惟朝鮮之稱美, 且其來遠, 可以本其名而祖之. 體天牧民, 永昌後嗣)”는 자문(咨文)을 전달했다. 이로써 조선은 새로운 국명으로 채택되었으며 화령은 폐기되었다.

## 참고 문헌
- 춘추관 관원들 (1413). 《태조실록》.